# Гари Пийкок
Гари Пийкок (12 май 1935 г – 4 септември 2020 г.) е американски джаз контрабасист. Той записва 12 албума под свое име, а също така свири и записва с големи джаз музиканти като саксофониста Албърт Айлър и пианистите Бил Евънс, Пол Бли и Кийт Джарет (с които записва над двадесет албума като част от Jarrett's „Стандартно трио“). Триото съществува повече от 30 години и включва барабаниста Джак Деджонет, който също записва с Пийкок в различни други проекти. Джак Деджонет казва, че се възхищава на „звука, избора на ноти и най-вече от силата на свиренето на Пийкок“. Мерилин Криспъл нарича Пийкок „чувствителен музикант със страхотен хармоничен усет“.
Пийкок умира на 4 септември 2020 г. в дома си в щата Ню Йорк. Той е на 85, като причината за смъртта е неизвестна.

## Дискография

### Като лидер
- Изток (CBS/Sony, 1970) с Масабуми Кикучи, Хироши Мураками
- Гласове (CBS/Sony, 1971) с Масабуми Кикучи, Хироши Мураками, Масахико Тогаши
- Tales of Another (ECM, 1977) с Кийт Джарет, Джак ДеДжонет
- Декемврийски стихотворения (ECM; 1978) с Ян Гарбарек
- Shift in the Wind (ECM; 1980) с Арт Ланд, Елиът Зигмунд
- Глас от миналото – Парадигма (ECM, 1981) с Томаш Станко, Ян Гарбарек, Джак ДеДжонет
- Гуамба (ECM, 1987) с Пале Микелборг, Ян Гарбарек, Питър Ерскин
- Oracle (ECM, 1993) с Ралф Таунър
- Просто така се случва (Пощенски картички, 1994) с Бил Фризел
- Поглед отблизо (ECM, 1995 [1998]) с Ралф Таунър
- Сега това (ECM, 2015) с Марк Копланд, Джоуи Барън
- Тангенти (ECM, 2017) с Марк Копланд, Джоуи Барън

С Tethered Moon (трио с Масабуми Кикучи и Пол Мотиан)
- Първа среща (зима и зима, 1990–91, [1997])
- Привързана луна (King/Paddle Wheel, 1992; Доказателство, 1993)
- Триъгълник (King/Paddle Wheel, 1993)
- Tethered Moon Play Kurt Weill (JMT, 1995; преиздадено на Winter & Winter, 2005)
- Chansons d'Édith Piaf (Зима и Зима, 1999)
- Изживяване на Тоска (Зима и Зима, 2004)

### Като участник
С Франк Амсалем
- Out a Day (OMD, 1990) с Бил Стюарт

С Албърт Айлър
- Призраци (Дебют, 1964 [1965])
- Пророчество (ESP-диск, 1964 [1975])
- Алберт се усмихва със Съни (InRespect, 1964 [1996])
- Ню Йорк Контрол на очите и ушите (ESP-Disk, 1964 [1965])
- Духовно единство (ESP-Disk, 1965)
- Духове се радвайте (ESP-Disk, 1965)
- Копенхагенските касети (Ayler Records, 1964 [2002])
- Сесията Хилверсум (Osmosis Records, 1964, [1980])
- Holy Ghost: Редки и неиздадени записи (1962–70) (компилация: Revenant Records, 2004)

С Пол Бли
- Виртуози (Импровизиращи артисти, 1967 [1976]) – с Бари Алчул
- Мистър Джой (Limelight, 1968)
- Пол Бли с Гари Пийкок (ECM, 1970)
- Балади (ECM, 1971)
- Повратна точка (Импровизиращи артисти, 1975)
- Японска сюита (Импровизиращи артисти, 1977)
- Партньори (Сова, 1989)
- Вечерите навън (ECM, 1991)
- Анет (Hat ART, 1993)
- Не две, не едно (ECM, 1998)

С Бил Каротърс
- Home Row (Pirouet) с Бил Каротърс, Бил Стюарт

С Марк Копланд
- Моето глупаво сърце (Jazz City, 1988) с Джон Абъркромби, Джеф Хиршфийлд
- All Blues at Night (Jazz City, 1989) с Тим Хейгънс, Бил Стюарт
- At Night (албум)|At Night (Sunnyside, 1992) с Били Харт
- Paradiso (Soul Note, 1995) с Били Харт
- Softly (албум 1998)|Softly (Savoy, 1998) с Майк Брекър, Тим Хейгънс, Джо Ловано, Бил Стюарт
- Какво казва (Sketch, 2004)
- Modinha - New York Trio Recordings Vol. 1 (Pirouet, 2006) трио с Бил Стюарт
- Гласове - New York Trio Recordings Vol. 2 (Pirouet, 2007) трио с Пол Мотиан
- Insight (Pirouet, 2009)

С Чик Кореа
- На живо в Монтрьо (GRP, 1981) с Джо Хендерсън и Рой Хейнс

С Мерилин Криспел
- Все пак нищо никога не е било: музика на Анет Пийкок (ECM, 1997)
- Амарилис (ECM, 2000)
- Azure (ECM, 2013)
- В движение (Intakt, 2016)

С Лоуел Дейвидсън
- Трио Лоуел Дейвидсън (ESP-Disk, 1965)

С Дон Елис
- Essence (Pacific Jazz, 1962)

С Бил Евънс
- Трио 64 (Verve, 1963)

С Клеър Фишер
- Първи тайм аут (Pacific Jazz, 1962)
- Напред (Pacific Jazz, 1962)

С Тониньо Орта
- Веднъж обичах (Verve, 1992)
- От тон до Том (VideoArts Music, 1998)

С Кийт Джарет
- Стандарти, бр. 1 (ECM, 1983)
- Стандарти, бр. 2 (ECM, 1983)
- Промени (ECM, 1983)
- Standards Live (ECM, 1985)
- Все още на живо (ECM, 1986)
- Без промяна (ECM, 1987)
- Стандарти в Норвегия (ECM, 1989)
- Почит (ECM, 1989)
- Лекарството (ECM, 1990)
- Чао чао Черен кос (ECM, 1991)
- В страноприемницата Deer Head (ECM, 1992)
- Кийт Джарет в Blue Note (ECM, 1994)
- Токио '96 (ECM, 1996)
- Не шепнете (ECM, 1999)
- Отвътре навън (ECM, 2000)
- Вчера (ECM, 2001)
- Винаги ме пускай (ECM, 2001)
- Моето глупаво сърце (ECM, 2001)
- Извънселните (ECM, 2001)
- За това (ECM, 2002)
- Някъде (ECM, 2009)
- След падането (ECM, 2018)

С Робърт Кадуш
- 53-та улица (Одрадек, 2016 г.)
- High Line (Одрадек, 2016)

С Барни Кесел
- Swingin' Party на Барни Кесел (съвременен, 1960 [1963])

С принц Лаша и Сони Симънс
- Плачът! (Съвременен, 1962 г.)

С Миша Менгелберг
- Driekusman Total Loss (VaraJazz (Холандия), 1981 г., записан през 1964 г.)

С Дон Пулен
- Ново начало (Blue Note, 1988)

С Бъд Шанк
- Почивка в Бразилия (World Pacific, 1958) с Лауриндо Алмейда
- Латински контрасти (World Pacific, 1958) с Лауриндо Алмейда
- Хлъзгаво, когато е мокро (World Pacific, 1959)
- New Groove (Pacific Jazz, 1961)
- Приключение на боси крака (Pacific Jazz, 1961)

С Рави Шанкар
- Импровизации (World Pacific, 1962)

С Джон Сърман
- Приключенска площадка (ECM, 1991)

С Ралф Таунър
- Градът на очите (ECM, 1988)

С Мал Уолдрон
- Първа среща (RCA Victor (Япония), 1971)

С Тони Уилямс
- Време на живот (Синя бележка, 1964)
- Пролет (Синя бележка, 1966)

С Джими Уудс
- Пробуждане! ! (Съвременен, 1962 г.)

С Хозан Ямамото
- Гинкай (Philips, Nihon Phonogram, 1971) с Масабуми Кикучи

Източник: AllMusic

## Филмография

#### Композитор
| Година | Заглавие                         | Кредит     | Бележки           |
| ------ | -------------------------------- | ---------- | ----------------- |
| 1961 г | Играчки на синьо поле            | композитор | късометражен филм |
| 1964 г | Ню Йорк Контрол на очите и ушите | композитор | късометражен филм |

#### Изпълнител
| Година | Заглавие                                           | Кредит               | Бележки                                                   |
| ------ | -------------------------------------------------- | -------------------- | --------------------------------------------------------- |
| 1960 г | Приключение с боси крака                           | музикант             | документален филм за сърфиране                            |
| 1985 г | Кийт Джарет: Стандарти                             | себе си (бас китара) | документален филм директно към видеото                    |
| 1993 г | Триото на Кийт Джарет: На живо в Open Theatre East | себе си (бас китара) | документален филм директно към видеото                    |
| 2020 г | ECM50 – 2015 Gary Peacock                          | себе си              | епизод в документална поредица от 50 части на ECM Records |

#### Саундтрак
| Година | Заглавие       | Кредит                                                                                    | Бележки   |
| ------ | -------------- | ----------------------------------------------------------------------------------------- | --------- |
| 2001 г | Предимно Марта | „Never Let Me Go“ и „U Dance“ в изпълнение на: (кредитиран с Кийт Джарет и Джак ДеДжонет) | саундтрак |